# Julius Kelber
Julius Kelber (* 18. Februar 1900 in Aufseß; † 27. März 1987 in Nürnberg) war ein deutscher lutherischer Pfarrer.

## Leben
Julius Kelber wurde als Sohn des gleichnamigen Pfarrers Julius Kelber und seiner Frau Pauline Kelber, geborene Ostertag, geboren. Er machte sein Abitur am Melanchthon-Gymnasium in Nürnberg. Danach wurde er zum Kriegsdienst an der Westfront eingezogen. Nach Kriegsende studierte er Theologie in Erlangen und Leipzig. Im Jahr 1922 wurde er Jugendpfarrer in Bayreuth. Zwischen 1924 und 1933 war er als zweiter Pfarrer im Landesverband der Inneren Mission und Hausgeistlicher im Juliusspital tätig. Anschließend war er Pfarrer in Krögelstein, Ulsenheim und ab 10. Mai 1939 in Treuchtlingen. Hier wurde die Kreisleitung der NSDAP auf ihn aufmerksam. Ab 1940 durfte er an den Schulen keinen Religionsunterricht mehr erteilen und am 16. Mai 1944 wurde er nach einer Predigt über Stalingrad aus Treuchtlingen verwiesen. Er wurde als Seelsorger für die in Warthegau umgesiedelten Wolhyniendeutschen und für die Gemeinde Plech verwendet, während seine Frau in Treuchtlingen blieb. 
Nach der Befreiung von Treuchtlingen durch die Amerikaner am 24. April 1945 konnte er dorthin zurückkehren. Unter seiner Leitung wurde das Evangelische Siedlungswerk in Treuchtlingen gegründet, 1946 eine Versehrtenwerkstätte in Pappenheim, Solnhofen und Langenaltheim und 1954 die Stadtmission Treuchtlingen. Zwischen 1945 und 1950 bestand auf seine Initiative hin in Treuchtlingen eine Bahnhofsmission. 1946 erhielt man aufgrund seiner Bemühungen die Lizenz für die monatlich erscheinenden Kirchlichen Nachrichten. Im Jahr 1951 war er erster Vorsitzender der neugegründeten Diakonie Weißenburg-Gunzenhausen und von 1951 bis 1954 der erste Geschäftsführer.
Neben seinem Amt als Gemeindepfarrer war er auch Seelsorger für die Gehörlosen zwischen Ansbach und Ingolstadt. Am 14. Mai 1964 wurde er zum Ehrenbürger der Stadt Treuchtlingen ernannt und 1965 erhielt er das Bundesverdienstkreuz 1. Klasse. Im gleichen Jahr zog er auch nach Nürnberg, um dort seinen Ruhestand zu verbringen.